# Quận Los Alamos, New Mexico
Quận Los Alamos là một quận thuộc tiểu bang New Mexico, Hoa Kỳ. Quận này có diện tích km², dân số theo điều tra năm  2000 của Cục điều tra dân số Hoa Kỳ là 18.343 người 2. Quận lỵ đóng tại thành phố Los Alamos6.

## Địa lý
Theo Cục điều tra dân số Hoa Kỳ, quận có diện tích 283 km2, trong đó có km2 là diện tích mặt nước. Đây là quận có diện tích nhỏ nhất bang New Mexico, không có nhiều diện tích mặt nước ở quận này. Điểm cao nhất nằm ở ranh giới phía bắc, gần đỉnh núi Caballo với độ cao 10.480 foot.